# كارلوس لي
كارلوس لي (بالإنجليزية: Carlos Lee)‏ (و. 1976  م) هو لاعب كرة قاعدة، من الولايات المتحدة، يلعب كلاعب دفاع ‏.

## روابط خارجية
- كارلوس لي على موقع دوري كرة القاعدة الرئيسي (الإنجليزية)
- كارلوس لي على موقعبيزبول رفرنس.كوم (الدوري الرئيسي) (الإنجليزية)
- كارلوس لي على موقعبيزبول رفرنس.كوم (الدوري الثانوي) (الإنجليزية)
- كارلوس لي على موقع إي إس بي إن.كوم (أم.أل.بي) (الإنجليزية)
- كارلوس لي على موقع مشجعي الرسوم البيانية (الإنجليزية)